# 莉莉·米洛尼克
莉莉·米洛尼克（英語：Lili Mirojnick，1984年4月9日—）是一位美國女演員。以常在影視作品中詮釋警探角色而聞名，如Syfy電視劇《超狂搭檔》（2017年至2019年）中的瑪芮狄絲·麥卡席（Meredith McCarthy）。

## 早期生活
莉莉·米洛尼克生於紐約州紐約市。父母是演員兼服裝設計師貝瑞（Barry Mirojnick）及愛倫·米洛尼克。父母於1987年離婚。她曾就讀巴克利學校和美國戲劇藝術學院。

## 個人生活
米洛尼克居住於加利福尼亞州洛杉磯。她認為自己是猶太人，但不信教。

## 作品列表

### 電影
| 年份 | 標題                   | 角色              | 附註   |
| ---- | ---------------------- | ----------------- | ------ |
| 2005 | 《女模煞》             | 聯誼會女孩#2      | 未掛名 |
| 2008 | 《科洛弗檔案》         | 莉（）            |        |
| 2008 | 《周邊視界》（Peripheral Vision）       | 辛迪·約翰遜（Cindy Johnson）   |        |
| 2009 | 《超鼠特攻》           | 衣帽服務生        | 未掛名 |
| 2009 | 《女人簡史》（A Brief History of Women）       | 海蒂（Heidi）          | 短片   |
| 2010 | 《殺死習慣》（Kill the Habit）       | 加莉亞（Galia）        |        |
| 2010 | 《備胎女王》           | 孕婦#2            |        |
| 2011 | 《精神》（Psyche）           | 羅斯林（Roslyn）        | 短片   |
| 2011 | 《戀搞好朋友》         | 蘿拉（Laura）          |        |
| 2011 | 《關鍵錄影帶》         | 金（）            |        |
| 2012 | 《野生》（Born Wild）           | 喬伊·丹尼爾斯（Joey Daniels） |        |
| 2013 | 《这条路通往深渊》（Meth Head） | 希克森護士（Nurse Hixon）    |        |
| 2013 | 《刺客故事》（Assassins Tale）       | 美好的年輕人      |        |
| 2015 | 《風馳電掣》           | 喬丹·索蘭托（Jordana Sorento）   |        |
| 2015 | 《諾茲》（Knotts）           | 艾米麗（Emily）        | 短片   |
| 2018 | 《走進孤獨》           | 史嘉蕾（Scarlet）        |        |

### 電視
| 年份       | 標題                         | 角色                         | 附註               |
| ---------- | ---------------------------- | ---------------------------- | ------------------ |
| 2011       | 《CSI犯罪現場》              | 安柏·洛（Amber Rowe）                  | 單集：〈〉         |
| 2011       | 《疑犯追蹤》                 | 皮亞·莫爾斯科（Pia Moresco）            | 單集：〈使命蔓延〉 |
| 2011       | 《》                         | 妻子（@lilypad13）                     | 單集：〈〉         |
| 2011       | 《约会规则》                 | 俱樂部會員                   | 單集：〈〉         |
| 2012       | 《棕櫚湖警探》               | 威洛·丹森（Willow Dansen）                | 單集：〈〉         |
| 2012       | 《警察世家》                 | 安吉拉·費拉拉（Angela Ferrara）            | 單集：〈〉         |
| 2012       | 《婚礼乐队》                 | 柔依（Zoe）                     | 單集：〈〉         |
| 2013       | 《格林》                     | 克里斯塔爾·弗萊徹（Krystal Fletcher）        | 單集：〈〉         |
| 2013       | 《天堂执法者》               | 卡米·利茲（Kammie Leeds）                | 單集：〈〉         |
| 2013       | 《實習醫生》                 | 塔利亞（Talia）                   | 單集：〈〉         |
| 2013       | 《我的綜合生活》（My Synthesized Life）         | 珍妮爾（Janelle）                   | 2集                |
| 2014       | 《記憶神探》                 | 蒂娜·福比許（Tina Forbish）              | 單集：〈〉         |
| 2014       | 《法特里克》（Fatrick）             | 貝姬（Becky）                     | 電視電影           |
| 2015       | 《亂世德心》                 | 伯納黛特·泰德斯科（Bernadette Tedesco）        | 3集                |
| 2016、2019 | 《基本演绎法》               | 歐嘉·別列日納亞（Olga Berezhnaya）          | 2集                |
| 2016       | 《瑞典混蛋偵探社》           | 蒂娜（Tina）                     | 單集：〈〉         |
| 2017–2019  | 《超狂搭檔》                 | 瑪芮狄絲·「瑪麗」·麥卡席（Meredith "Merry" McCarthy） | 主演               |
| 2018       | 《傲骨之战》                 | 多米尼卡·索科洛夫（Dominika Sokolov）        | 單集：〈〉         |
| 2018       | 《啤酒節：對勝利的渴望》（Beerfest: Thirst for Victory） | 梅蘭妮（Melanie）                   | 電視電影           |
| 2021–      | 《普通人乔》                 | 金絲莉（Kinsley）                   | 常駐演員           |

## 外部連結
- 官方网站
- 莉莉·米洛尼克在互联网电影资料库（IMDb）上的資料（英文）